# L'incredibile verità
L'incredibile verità (The Unbelievable Truth) è un film del 1989 scritto, diretto e montato da Hal Hartley, al suo esordio nel lungometraggio.
È riconosciuto come un film seminale e di grande influenza per il cinema indipendente americano degli anni novanta.

## Produzione
Il film è stato girato in undici giorni e mezzo, utilizzando come location le case dei familiari del regista Hal Hartley.

## Distribuzione
Il film è stato presentato in anteprima nel settembre 1989 al Toronto International Film Festival, dove è stato acquisito dalla Miramax. È stato presentato in concorso all'U.S. Film Festival il gennaio seguente, venendo infine distribuito nelle sale cinematografiche statunitensi a partire dal 20 luglio 1990.
In Italia, il film è stato presentato in anteprima nel novembre 1992 al Festival Cinema Giovani di Torino, in concomitanza con la distribuzione italiana di Uomini semplici. È stato poi distribuito direct-to-video da BiM.

### Divieti
Negli stati Uniti, la visione del film è stata vietata ai minori di 17 anni non accompagnati.

## Accoglienza

### Incassi
Il film è stato un flop al botteghino per la Miramax, incassando 546 541 dollari.

### Critica
Il film è stato accolto in maniera unanimemente positiva dalla critica alla sua uscita.

## Riconoscimenti
- 1990 - Utah/US Film Festival
  - In concorso per il Gran premio della giuria: U.S. Dramatic

## Impatto culturale
Il gruppo musicale Unbelievable Truth, formatosi nel 1993, ha preso il proprio nome dal film.